# Zell im Wiesental
Zell im Wiesental er en by i staten Baden-Württemberg i Tyskland. Den ligger ved floden Wiese 26 km norøst for Basel og 32 km syd for Freiburg.
Zell im Wiesental ligger i det geografiske centrum af den store floddal Wiesental, beliggende i den sydligste del af Schwarzwald. Selve byen ligger midt i en skålformet udvidelse af dalen omgivet af ca 600-1100 m høje bjerge. Tre markante bjergspidser er Möhr (985 m), der med sit tårn giver mulighed for en fantastisk panoramaudsigt, Schänzle (686 m) og Zeller Blauen (1079 m), der regnes for en af de smukkeste bjergspidser i Schwarzwald.
Floden Wiese løber gennem byen og deler den i to.

## Historie
Omkring år 1000 oprettede munke fra klosteret i Bad Säckingen (grundlagt af St. Fridolin) en missionsstation bestående af et bosted og et trækapel. Dette sted dannede udgangspunkt for yderligere bosætninger. I 1275 blev denne såkaldte cella (latinsk for kammer/værelse) omtalt for første gang, og heraf har byen fået sit navn Zell.
I 1409 kom stedet sammen med moderklostret i Bad Säckingen i huset Habsburgs besiddelse og blev således et østrigsk landområde. Det forblev en del af Østrig indtil freden i Pressburg den 26. december 1805 mellem Østrig og Frankrig, hvor det blev overført til forbundslandet Baden.
I 1810 opnåede Zell stadsret. Få år efter i 1818 hærgede en storbrand byen, og i løbet af få timer blev over 64 huse ofre for flammerne, og byen blev totalt ødelagt. Genopbygningen blev udført efter en helt ny grundplan og gav dermed byen dens nuværende form.
Under opstandene i forbindelse med den tyske revolution i årene 1848-49 blev Zell im Wiesental gentagne gange skueplads for kampe.